# فيكتور أندريس
فيكتور أندريس أندريس (بالإسبانية: Víctor Andrés)‏ (من مواليد 21 أكتوبر 1988 في سوريا، قشتالة وليون) لاعب كرة قدم إسباني، يلعب في نادي نومانسيا في مركز خط الوسط.

## وصلات خارجية
- فيكتور أندريس على موقع قاعدة بيانات كرة القدم.إي يو (الإنجليزية)
- فيكتور أندريس على موقع Soccerway.com (الإنجليزية)
- فيكتور أندريس على موقع AS.com (الإسبانية)

- BDFutbol profile
- Futbolme profile (بالإسبانية)
- Transfermarkt profile